# یومی تاما
یومی تاما (انگلیسی: Yumi Tōma؛ زادهٔ ۲۰ دسامبر ۱۹۶۶) صداپیشه، راوی، و موسیقی‌دان اهل ژاپن است. وی از سال ۱۹۸۶ میلادی تاکنون مشغول فعالیت بوده‌است.
از فیلم‌ها یا برنامه‌های تلویزیونی که وی در آن نقش داشته‌است می‌توان به تکن: د موشن پیکچر اشاره کرد.